# CFH Racing
CFH Racing (Carpenter Fisher Hartman Racing) es un equipo de carreras estadounidense que participa en la IndyCar Series, que debutó en el 2015. El equipo fue fundado en agosto de 2014 con la fusión de los equipos Sarah Fisher Hartman Racing y Ed Carpenter Racing. Su base está en la ciudad de Speedway, Indiana , tiene como base los pilotos que conduce el #20 Ed Carpenter que conduce en los óvalos y a Luca Filippi en los circuitos. El otro auto a tiempo completo lo maneja Josef Newgarden.

## Historia
El 16 de agosto de 2014, El periodista de la NBCSN Robin Miller informaba que Ed Carpenter fusionaría su equipo con Sarah Fisher Hartman Racing, con el que había corrido en 2011; los dos equipos anunciaron oficialmente la fusión en las instalaciones en del óvalo de Milwaukee una semana después. Al día siguiente, el piloto de SFHR Josef Newgarden fue incluido en el programa del equipo para competir con CFH. El 27 de agosto, el equipo anunció que correría con motores Chevrolet, y un mes después, Carpenter confirmaba que Fuzzy Premium Vodka seguiría como patrocinio del equipo y para el auto #20. El equipo hizo su debut con Carpenter conduciendo en las pruebas de neumáticos Firestone celebradas en el Indianapolis Motor Speedway entre los días 23 y 24 de septiembre, seguido de una sesión privada en el circuito Mid-Ohio Sports Car Course con Newgarden y Mike Conway
El 30 de enero de 2015, Luca Filippi fue contratado por el equipo para disputar las carreras de circuitos. El 23 de febrero, Newgarden adquirió el patrocinio de Century 21 Real Estate para las Edición 99° de las 500 millas de Indianapolis de 2015, donde utlizará el dorsal #21 para la carrera. El 7 de abril, J.R. Hildebrand fue contratado para competir en las dos carreras de Indianápolis.

## Pilotos de CFH Racing

### Temporada 2015
- J. R. Hildebrand (Indy 500 de 2015).
- Luca Filippi (Circuitos)
- Ed Carpenter (Ovalos)
- Josef Newgarden Calendario completo

## Resultados en la IndyCar Series
| Año  | Chasís       | Motor                 | Piloto           | Dorsal | 1   | 2   | 3   | 4   | 5   | 6    | 7   | 8   | 9   | 10  | 11  | 12  | 13  | 14  | 15  | 16  |
| ---- | ------------ | --------------------- | ---------------- | ------ | --- | --- | --- | --- | --- | ---- | --- | --- | --- | --- | --- | --- | --- | --- | --- | --- |
| 2015 | Dallara DW12 | Chevrolet IndyCar V6T |                  |        | STP | NLA | LBH | ALA | IMS | INDY | DET | DET | TXS | TOR | FON | MIL | IOW | MDO | POC | SNM |
| 2015 | Dallara DW12 | Chevrolet IndyCar V6T | J. R. Hildebrand | 6      |     |     |     |     | 21  | 8    |     |     |     |     |     |     |     |     |     |     |
| 2015 | Dallara DW12 | Chevrolet IndyCar V6T | Luca Filippi     | 20     | 9   | 10  | 22  | 11  | 14  |      | 9   | 17  |     |     |     |     |     |     |     |     |
| 2015 | Dallara DW12 | Chevrolet IndyCar V6T | Ed Carpenter     | 20     |     |     |     |     |     | 30   |     |     |     |     |     |     |     |     |     |     |
| 2015 | Dallara DW12 | Chevrolet IndyCar V6T | Josef Newgarden  | 21     |     |     |     |     | 20  | 9    |     |     |     |     |     |     |     |     |     |     |
| 2015 | Dallara DW12 | Chevrolet IndyCar V6T | Josef Newgarden  | 67     | 12  | 9   | 7   | 1   |     |      | 8   | 21  |     |     |     |     |     |     |     |     |

### Victorias
|   | Año  | Fecha       | Carrera                     | Piloto          |
| - | ---- | ----------- | --------------------------- | --------------- |
| 1 | 2015 | 26 de abril | Indy Gran Premio de Alabama | Josef Newgarden |